# Política de vistos do Espaço Schengen
A política de vistos do Espaço Schengen é uma componente da política do Espaço de Liberdade, Segurança e Justiça (ELSJ) da União Europeia. Aplica-se ao Espaço Schengen e aos restantes estados-membros da UE, exceto a Irlanda que é membro da Zona Comum de Viagens. A política de vistos permite que os nacionais de determinados países terceiros entrem no Espaço Schengen por via aérea, terrestre ou marítima sem visto apenas para estadias curtas por até 90 dias dentro de qualquer período de 180 dias. Os nacionais de alguns outros países são obrigados a ter um visto para entrar e, em alguns casos, transitar pelo Espaço Schengen.
O Espaço Schengen é composto por 25 estados-membros da UE e quatro países não pertencentes à UE que são membros da AECL (EFTA): Islândia, Liechtenstein, Noruega e Suíça. O Chipre, enquanto membro da UE, ainda não faz parte do Espaço Schengen mas, no entanto, tem uma política de vistos que se baseia parcialmente no Acquis de Schengen (Acervo de Schengen).
A Irlanda optou por não participar no Acordo de Schengen e Convenção de Schengen porque possui uma derrogação (opt-out) na legislação do ELSJ e, em vez disso, opera a sua própria política de vistos através da Zona Comum de Viagens, assim como certos territórios de além-mar dos estados-membros do Espaço Schengen.

Os cidadãos nacionais dos estados-membros do Mercado Único da UE não estão apenas isentos de visto, mas também têm o direito legal de entrar e residir nos países uns dos outros. Contudo, o direito à livre circulação nos países uns dos outros pode ser limitado num número reservado de situações, conforme prescrito pelos tratados da UE.

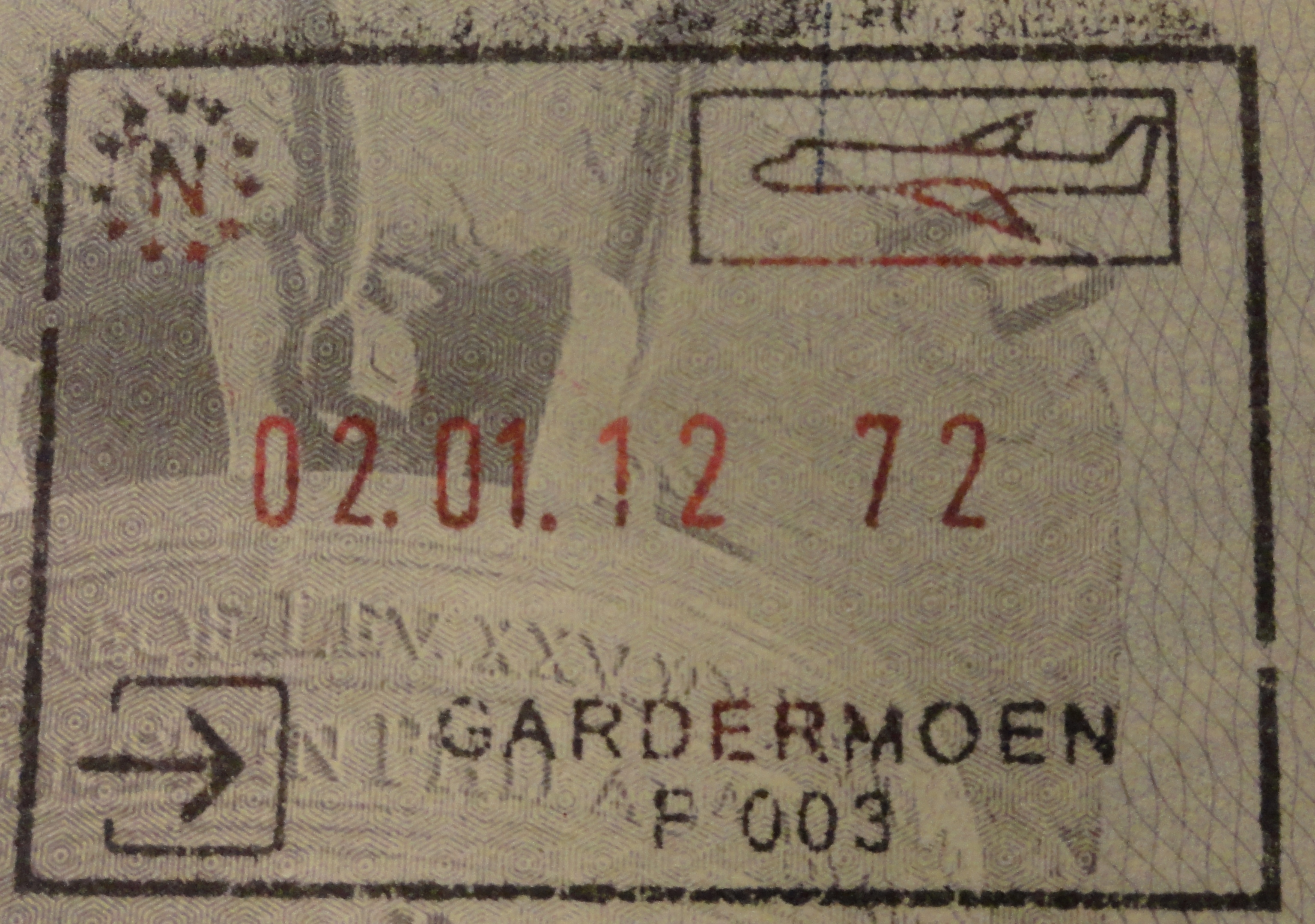
Carimbo de entrada no Espaço Schengen emitido no aeroporto internacional de Oslo, na Noruega.
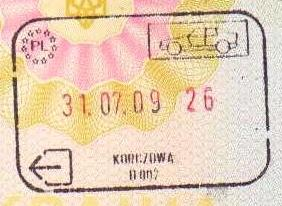
Carimbo de saída do Espaço Schengen emitido pela autoridade de imigração e proteção das fronteiras da Polónia, na fronteira polaco-ucraniana.
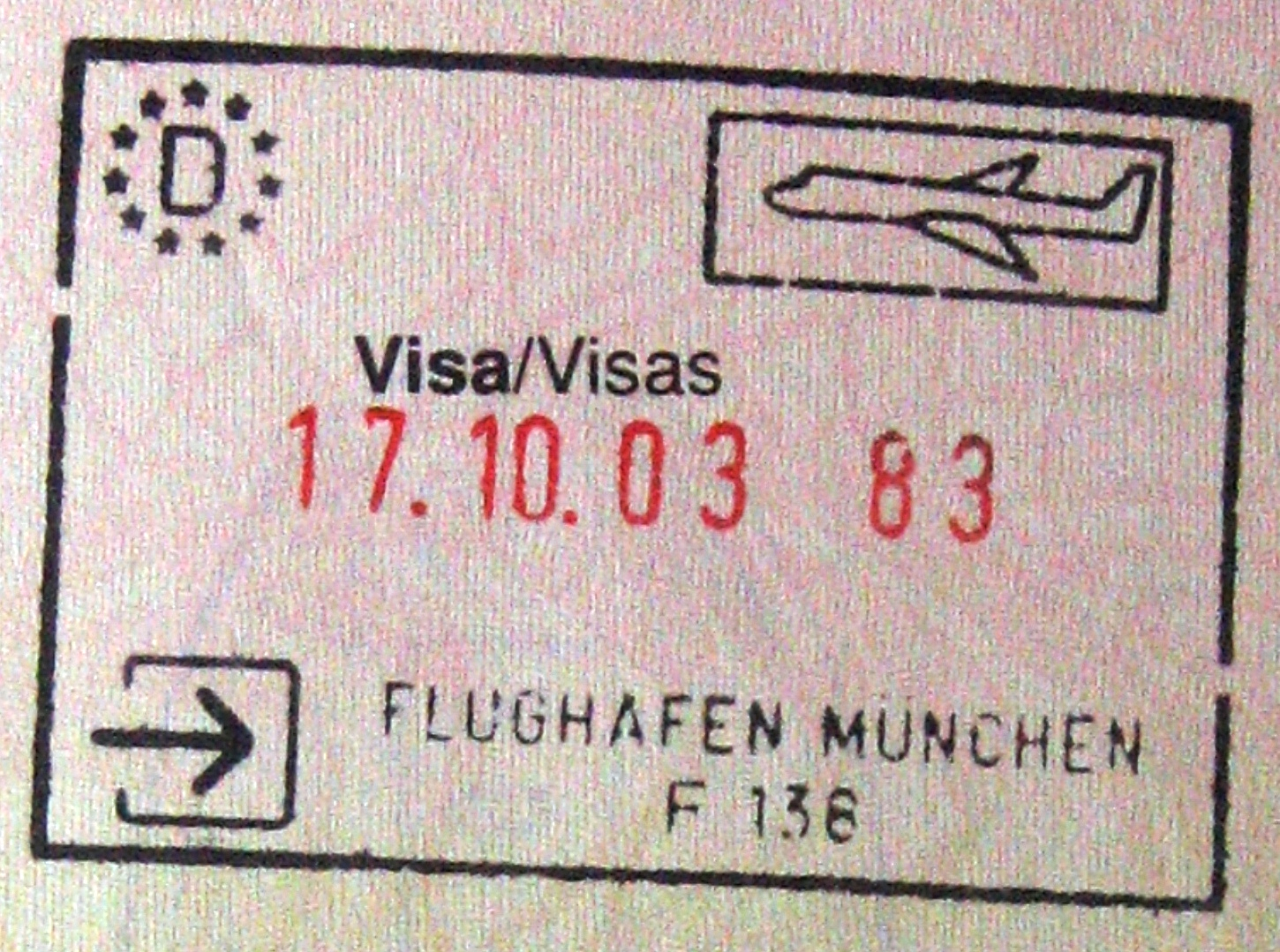
Carimbo de entrada no Espaço Schengen emitido no Aeroporto de Munique, na Alemanha.
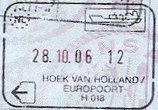
Carimbo de saída do Espaço Schengen emitido no terminal marítimo de ferribote de Hoek van Holland, nos Países Baixos.

## Mapa da política de vistos

Espaço Schengen
Outros membros da UE e territórios de países de Schengen fora do Espaço Schengen com liberdade de circulação no Espaço Schengen
Visto não é obrigatório no caso de estadias curtas no Espaço Schengen por até 90 dias dentro de qualquer período de 180 dias (Regulamento (UE) 2018/1806, Anexo II)
Visto obrigatório para entrar no Espaço Schengen, e, em alguns casos, para efetuar trânsito (escala) através de alguns países do Espaço Schengen (Regulamento (UE) 2018/1806, Anexo I)
Visto obrigatório para entrar ou efetuar trânsito (escala) através de qualquer país do Espaço Schengen (Regulamento (CE) 810/2009, Anexo IV)

### Liberdade de circulação
|  | Cidadãos da União Europeia                  |
|  | Cidadãos dos estados-membros da AECL (EFTA) |

Um diagrama de Euler que mostra as relações entre as várias organizações e os acordos multinacionais europeus.

De acordo com a Diretiva 2004/38/CE sobre o direito de circular e residir livremente.
| Regras para a liberdade de movimento |
| --- |
| A Diretiva 2004/38/EC define o direito de livre circulação dos cidadãos do Espaço Económico Europeu (EEE), que inclui a União Europeia (UE) e três membros da Associação Europeia de Comércio Livre (AECL, EFTA), nomeadamente, a Islândia, a Noruega e o Liechtenstein. A Suíça, que é membro da AECL (EFTA), mas não do EEE, não está vinculada à Diretiva, mas tem um acordo multilateral separado sobre a livre circulação com a UE e os seus estados-membros. A livre circulação entre a Suíça e os outros países da AECL (EFTA) acontece de acordo com a convenção da AECL (EFTA). Todos estes países fazem parte do Mercado Interno da UE. Nacionais de todos os estados-membros do Mercado Interno da UE que possuam um passaporte, um cartão de passaporte da Irlanda (Irish passport card), ou um cartão de identidade nacional, válido, podem entrar, residir e trabalhar no território uns dos outros sem visto. Se não puderem apresentar na fronteira um passaporte ou cartão de identidade nacional válidos, devem, no entanto, dispor de todas as oportunidades razoáveis para obter os documentos necessários ou para que lhes sejam apresentados num prazo razoável ou para corroborar ou provar por outros meios que estão abrangidos pelo direito de livre circulação. Contudo, os estados-membros do Mercado Interno da UE podem recusar a entrada de qualquer indivíduo nacional do mercado único da UE por motivos de ordem pública, segurança pública ou saúde pública sempre que a pessoa apresente uma "ameaça genuína, presente e suficientemente grave que afete um dos interesses fundamentais da sociedade". Se o indivíduo obteve a residência permanente no país onde a entrada é requerida (situação que, regra geral, é alcançada após 5 anos de residência), o estado-membro só pode expulsar a pessoa por motivos graves de ordem pública ou segurança pública. Se a pessoa residir há 10 anos ou for menor de idade, o estado-membro só pode expulsá-la por imperativos de segurança pública (e, no caso de menores de idade, se a expulsão for necessária, no superior interesse da criança, conforme previsto na Convenção sobre os Direitos da Criança). A expulsão por motivos de saúde pública deve estar relacionada com doenças com "potencial epidémico" que ocorreram há menos de 3 meses a partir da data de chegada da pessoa ao estado-membro onde a entrada é requerida. |

### Nacionais de países e territórios do Anexo II (países com isenção de visto)
Desde 2001, a União Europeia emitiu uma lista de países cujos nacionais precisam de visto (Anexo I) e uma lista daqueles que não precisam de visto (Anexo II). As duas listas também são adotadas pelo Chipre, embora este país ainda não faça parte do Espaço Schengen.
Nacionais dos seguintes países e territórios com passaportes ordinários podem entrar no Espaço Schengen e Chipre sem visto, para estadias curtas (regra geral, por até 90 dias dentro de qualquer período de 180 dias):
| - Albânia - Andorra - Antígua e Barbuda - Argentina - Austrália - Bahamas - Barbados - Bósnia e Herzegovina - Brasil - Brunei - Canadá - Chile - Colômbia - Costa Rica - Dominica - El Salvador - Geórgia - Granada - Guatemala - Honduras - Hong Kong | - Israel - Japão - Kiribati - Kosovo - Macau - Malásia - Ilhas Marshall - Ilhas Maurícias - México - Micronésia - Moldávia - Mónaco - Montenegro - Nova Zelândia - Nicarágua - Macedónia do Norte - Palau - Panamá - Paraguai - Peru - São Cristóvão e Neves | - Santa Lúcia - São Vicente e Granadinas - Samoa - San Marino - Sérvia - Seicheles - Singapura - Ilhas Salomão - Coreia do Sul - Taiwan - Timor-Leste - Tonga - Trindade e Tobago - Tuvalu - Ucrânia - Emirados Árabes Unidos - Reino Unido - Estados Unidos - Uruguai - Vaticano - Venezuela |  |

| Regras para nacionais do Anexo II |
| --- |
| Para poder entrar no Espaço Schengen ou Chipre, os nacionais do Anexo II acima devem: - possuir um documento de viagem válido por pelo menos 3 meses após a data prevista da partida e que tenha sido emitido nos 10 anos anteriores; - ter fundos suficientes para a sua estadia e comprovativos da viagem de ida/volta; - justificar a finalidade e as condições da sua estadia; - não estar na lista do Sistema de Informação de Schengen (SIS) como alguém cuja entrada deva ser recusada e não ser considerado uma ameaça à ordem pública, segurança interna, saúde pública ou às relações internacionais de qualquer país de Schengen. Os nacionais do Anexo II acima podem entrar no Espaço Schengen como um todo a lazer ou negócios sem a necessidade de solicitar um visto por um período máximo de 90 dias em qualquer período de 180 dias (o que implica considerar cada dia de estadia do período de 180 dias precedente). Para os nacionais do Brasil, a permanência máxima sem visto é definida como 3 meses de calendário durante um período de 6 meses de calendário a partir da data da primeira entrada, devido a um acordo de isenção de visto estabelecidos entre a UE e o Brasil, utilizarem esta definição. Qualquer tempo gasto por um cidadão do Anexo II no Espaço Schengen com um visto de longa duração ou com uma autorização de residência, não conta para o limite do período de isenção de visto de 90 dias. Todos os cidadãos do Anexo II também podem entrar no Chipre sem visto por um período máximo de 90 dias num período de 180 dias. A restrição de tempo sem visto para entrar e permanecer em Chipre é calculadas separadamente da restrição de tempo sem visto do Espaço Schengen. De acordo com uma tabela compilada pela Comissão Europeia, alguns estados-membros do Espaço Schengen permitem que certos cidadãos trabalhem durante a sua estadia sem visto: - Áustria, Bulgária, República Checa, Dinamarca, Estónia, Finlândia, Alemanha, Islândia, Itália, Letónia, Portugal, Roménia: não admitem - Bélgica, Croácia, Chipre, Hungria, Liechtenstein, Lituânia, Luxemburgo, Malta, Países Baixos, Noruega, Polónia, Eslováquia, Eslovénia, Suécia: todos os cidadãos isentos de visto - França: todos os cidadãos isentos de visto, exceto Austrália, Brasil, Japão, México, Singapura, Coreia do Sul, Estados Unidos e Venezuela - Grécia: todos os cidadãos isentos de visto que não trabalhem como criadores intelectuais - Espanha: cidadãos de Andorra que não trabalham como trabalhadores independentes - Suíça: cidadãos de Andorra, Austrália, Brunei, Japão, Malásia, Mónaco, Nova Zelândia, São Marino, Singapura, Reino Unido e Cidade do Vaticano Regras Adicionais Embora todos os nacionais do Anexo II possam entrar nos estados-membros do Espaço Schengen, no caso dos cidadãos do Chipre isentos de visto para lazer ou negócios, os estados-membros do Espaço Schengen individualmente podem decidir impor uma obrigação de visto para aqueles que desejam entrar para trabalhar (ou seja, para realizar uma "atividade remunerada"). A tabela no final do artigo indica quais países permitem que os nacionais do Anexo II trabalhem durante a sua estadia sem visto. O acesso à isenção de visto para nacionais do Anexo II da Albânia, Bósnia e Herzegovina, Geórgia, Macedónia do Norte, Moldávia, Montenegro, Sérvia e Ucrânia aplica-se apenas aos titulares de passaportes biométricos. O acesso à isenção de visto não se aplica a titulares de passaportes emitidos em nome da Sérvia pela Direção de Coordenação para o Kosovo e Metohija (em inglês: Coordination Directorate for Kosovo and Metohija, em sérvio: Координациона управа за Косово и Метохију / Koordinaciona uprava za Kosovo i Metohiju), que emite passaportes sérvios no Kosovo. A isenção de visto para os cidadãos da Nova Zelândia também se aplica aos nacionais das Ilhas Cook, Niue e Toquelau, pois estes países associados da Nova Zelândia também usam passaportes da Nova Zelândia. A isenção de visto para Taiwan (Formosa) aplica-se apenas a titulares de passaportes taiwaneses com os seus números de identificação pessoal estipulados nos seus respetivos passaportes. Taiwan (Formosa) emite passaportes sem número de identificação para algumas pessoas que não têm o direito de residir em Taiwan (Formosa), incluindo os cidadãos sem registo familiar e certas pessoas de Hong Kong, Macau e China continental. As isenções de visto concedidas pela União Europeia e pela Irlanda aos portadores de passaporte de Taiwan (Formosa) não alteraram o não reconhecimento de Taiwan (Formosa) como país soberano pelos estados-membros da União Europeia. Por esta razão, "Taiwan" (Formosa) está listado no Anexo II pela Comissão Europeia sob o título "entidades e autoridades territoriais que não são reconhecidas como estados por pelo menos um estado-membro". Os rótulos individuais dos estados-membros podem diferir, por exemplo, é listado pela Bulgária como "China, Taipei" e num ponto pela Roménia sob o título "Regiões Administrativas Especiais da República Popular da China", embora a Roménia posteriormente tenha ajustado a sua classificação para refletir a designação da UE. |

| Regras relativas à atividade remunerada durante a estadia sem visto |
| --- |
| De acordo com uma tabela compilada pela Comissão Europeia, somente alguns estados-membros do Espaço Schengen permitem que determinados cidadãos trabalhem durante a sua estadia sem visto: - Áustria, Chéquia, Dinamarca, Estónia, Alemanha, Hungria, Islândia, Itália, Letónia, Liechtenstein, Malta, Portugal, Roménia, Suécia: nenhum - Bélgica, Bulgária, Croácia, Chipre, Lituânia, Luxemburgo, Países Baixos, Polónia, Eslováquia, Eslovénia: todos os nacionais isentos de visto - Finlândia, Noruega: todos os nacionais isentos de visto, com permissão (autorização) de trabalho - França: todos os nacionais isentos de visto, exceto os da Austrália, Brasil, Japão, México, Singapura, Coreia do Sul, Estados Unidos e Venezuela - Espanha: nacionais de Andorra que não exerçam uma profissão como trabalhador independente (autónomo) - Suíça: cidadãos de Andorra, Austrália, Brunei, Japão, Malásia, Mónaco, Nova Zelândia, San Marino, Singapura, Reino Unido e Vaticano |

### Residentes e titulares de visto dos estados do Espaço Schengen
Os titulares de um visto de longa duração ou permissão (autorização) de residência emitida por um estados do Espaço Schengen ou pelo Mónaco também podem viajar para outros estados do Espaço Schengen, sem visto adicional, para uma estadia por até 90 dias dentro de qualquer período de 180 dias. Os vistos de curta duração emitidos por um estado do Espaço Schengen também são válidos para todos os outros estados do Espaço Schengen, salvo indicação em contrário.
Os titulares de um visto de entradas duplas ou múltiplas ou de uma permissão (autorização) de residência emitida por um estado-membro do Espaço Schengen ou pelo Mónaco também podem viajar para o Chipre sem um visto adicional, para uma estadia de até 90 dias em qualquer período de 180 dias, exceto os nacionais da Turquia e do Azerbaijão que precisam sempre de um visto cipriota. Contudo, os vistos e permissões (autorizações) de residência emitidos pelo Chipre não são válidos para viajar para o Espaço Schengen.

### Membros da família de cidadãos nacionais do mercado interno da UE
Indivíduos de qualquer nacionalidade que sejam familiares de cidadãos nacionais do mercado único da UE e sejam titulares de um cartão de residência que indique o seu estatuto (status) de membro da família de um cidadão da União estão isentos da obrigação de visto para entrar no mercado único da UE quando estão a acompanhar o seu familiar cidadão nacional do Mercado Interno da UE ou estão a procurar juntarem-se a ele.
| Regras para membros da família de cidadãos nacionais do mercado interno da UE |
| --- |
| Um indivíduo pode entrar e permanecer em cada estado-membro do Espaço Schengen por até 90 dias sem visto se: - possui um documento de viagem válido, e - possuir um cartão de residência que indique que a pessoa é membro da família de um cidadão do mercado único da UE. Os titulares de um cartão de residência com o estatuto (status) de membro da família de um cidadão da União emitido por um estado-membro do Espaço Schengen podem viajar para outro estado-membro do Espaço Schengen sem visto, independentemente de viajarem de forma independente, acompanharem ou estarem a procurar juntarem-se ao seu famíliar cidadão de um estado-membro da UE/EEE/Suíça. No entanto, os titulares de um cartão de residência de um familiar de um cidadão da União Europeia emitido por Chipre e Irlanda apenas podem viajar para o Espaço Schengen sem visto se estiverem acompanhando ou a procurarem juntarem-se ao seu familiar cidadão da UE/EEE/Suíça. Um membro da família de um cidadão do mercado único da UE que satisfaça as condições acima também pode entrar no Chipre para uma estadia de até 90 dias neste país. Em teoria, um membro da família de um cidadão do mercado único da UE que não preencha as condições acima não tem de solicitar um visto antecipadamente, podendo, em vez disso, obter um visto à chegada ao posto de fronteira de um país de Schengen ou Chipre apresentando as evidências legais da sua relação familiar. |

### Alunos de escola residentes no mercado interno da UE ou países e territórios do Anexo II
| Regras para alunos de escola residentes no mercado interno da UE |
| --- |
| Um aluno de escola que não seja um cidadão do Mercado Interno da UE, mas que resida legalmente no Mercado Interno da UE, pode entrar no Espaço Schengen e Chipre sem visto para uma estadia curta ou para trânsito (escala) se: - ele ou ela está viajando como membro de um grupo de alunos de uma escola de educação geral, e - o grupo é acompanhado por um professor da escola, e - o professor consegue fornecer o formulário "Lista de Viajantes" identificando os alunos da viagem, o propósito e as circunstâncias da estadia/trânsito pretendido. Mesmo que um aluno que preencha todas as condições acima esteja isento de obter um visto para entrar no Espaço Schengen e Chipre, ele ou ela é obrigado a ter um documento de viagem válido. No entanto, o aluno está dispensado de portar um documento de viagem válido se: - uma fotografia dele ou dela está incluída no formulário "Lista de Viajantes", e - a autoridade responsável do estado-membro onde reside endossa o formulário "Lista de Viajantes" para confirmar o seu estatuto de residência e o seu direito de reentrada. |

| Regras para alunos de escola residentes nos países e territórios do Anexo II |
| --- |
| Os alunos de escola que viajam no âmbito de uma excursão escolar como membros de um grupo de alunos acompanhados por um professor da escola em causa que residem num país/território do Anexo II, mas que possuem a nacionalidade de um país/território do Anexo I, é-lhes concedida a entrada sem visto em Chipre (é necessário um visto coletivo nacional), Alemanha, Malta, Polónia e Eslováquia. Além disso, aqueles que residem no Reino Unido também podem entrar com isenção de visto na Bélgica, Dinamarca, França, Itália, Liechtenstein, Luxemburgo e Países Baixos. Alunos de escola (de qualquer nacionalidade e residentes em qualquer país) que necessitam de visto para o Espaço Schengen ou Chipre e que estão em visita para fins de estudo e/ou formação educacional estão isentos da taxa de candidatura do visto (mas ainda são obrigados a apresentar os documentos comprovativos relevantes). |

### Refugiados e apátridas residentes na Irlanda ou países e territórios do Anexo II
| Regras para refugiados e apátridas |
| --- |
| De acordo com uma tabela compilada pela Comissão Europeia, alguns países de Schengen concedem isenção de visto a refugiados ou apátridas que residem na Irlanda ou num país/território do Anexo II: - Áustria, Bulgária, Chipre, Estónia, Grécia, Letónia: nenhum - Bélgica: refugiados na Irlanda, Estados Unidos - Alemanha, Itália: Irlanda, todos do Anexo II - Croácia: Andorra, Canadá, Irlanda, Japão, Mónaco, San Marino, Reino Unido, Estados Unidos, Vaticano - Chéquia, Malta, Polónia: refugiados na Irlanda - Dinamarca, França, Islândia, Noruega, Portugal, Roménia, Suécia: Irlanda - Finlândia, Liechtenstein, Lituânia, Suíça: Irlanda, Reino Unido - Hungria: todos do Anexo II; refugiados na Irlanda - Islândia: Irlanda, Hong Kong, Macau, Taiwan - Itália: Irlanda, todos no Anexo II, exceto Taiwan - Luxemburgo, Países Baixos: Reino Unido; refugiados na Irlanda, Estados Unidos - Eslováquia: refugiados em Andorra, Argentina, Austrália, Brasil, Brunei, Canadá, Chile, Costa Rica, El Salvador, Guatemala, Honduras, Hong Kong, Israel, Macau, Malásia, México, Mónaco, Nova Zelândia, Nicarágua, Palau, Panamá, Paraguai, Singapura, Estados Unidos, Uruguai, Cidade do Vaticano, Venezuela - Eslovénia: Andorra, Argentina, Austrália, Bósnia e Herzegovina, Brasil, Brunei, Canadá, Chile, Colômbia, Guatemala, Hong Kong, Irlanda, Israel, Japão, Macau, México, Moldávia, Mónaco, Montenegro, Nova Zelândia, Macedónia do Norte, Peru, San Marino, Sérvia, Singapura, Coreia do Sul, Emirados Árabes Unidos, Reino Unido, Estados Unidos, Uruguai, Vaticano, Venezuela - Espanha: refugiados na Irlanda; apátridas nos Emirados Árabes Unidos |

### Titulares de autorizações de trânsito fronteiriço local
Atualmente existem acordos de regulação do trânsito fronteiriço local através da Bielorrússia (com a Letónia desde 2011), da Moldávia (com a Roménia desde 2010), da Rússia (com a Noruega desde 2012, com a Letónia desde 2013 e com a Polónia 2012-20161) e da Ucrânia (com a Hungria e a Eslováquia desde 2008, Polónia desde 2009 e Roménia desde 2015). O acordo entre a Croácia e a Bósnia e Herzegovina está pendente de ratificação, mas é aplicado a título provisório.
1. A Polónia suspendeu os acordos de trânsito fronteiriço com a Rússia indefinidamente a partir de 4 de julho de 2016.
| Regras para os titulares de autorizações de trânsito fronteiriço local |
| --- |
| Os esrados-membros do Espaço Schengen estão autorizados por força do Regulamento da UE n.º 1931/2006 a celebrar acordos bilaterais com os países terceiros vizinhos para introduzir um regime de autorização de trânsito fronteiriço. Estas autorizações são uma espécie de visto de entradas múltiplas sob a forma de uma vinheta de passaporte ou de um cartão contendo o nome e a fotografia do titular, bem como a declaração de que o seu titular não está autorizado a circular fora da zona fronteiriça e que qualquer abuso será sujeito a penalidades. A zona fronteiriça pode incluir qualquer distrito administrativo a menos de 30 quilómetros da fronteira externa (e, se a extensão de algum distrito ultrapassar este limite, aplica-se a regra máxima de todo o distrito até 50 quilómetros da fronteira externa). O requerente da licença tem de demonstrar motivos legítimos para atravessar frequentemente uma fronteira terrestre externa ao abrigo do regime de trânsito fronteiriço local. A validade da licença pode ser de até cinco (5) anos. Os titulares de autorizações de tráfego fronteiriço local podem permanecer até 3 meses de cada vez que entram na zona fronteiriça do país de Schengen que emitiu a autorização (este prazo é muito mais generoso do que os 90 dias num período de 180 dias, regra geral, concedido aos nacionais de países terceiros que visitam o Espaço Schengen). Esquemas de autorização de trânsito fronteiriço local foram implementado na Hungria, Polónia, Roménia e Eslováquia para os nacionais da Ucrânia, estão a ser implementado ou negociado na Polónia e na Lituânia em relação à Bielorrússia e à Rússia (área de Kaliningrado) e também foi implementado numa zona fronteiriça de 30 km entre a Noruega e a Rússia em 2012. Há também uma tendência de permitir cada vez mais vistos de entradas múltiplas de um ano para os russos – especialmente para a Finlândia. Existem planos na UE para permitir até 5 anos de validade em vistos de múltiplas entradas para os russos, em parte para aliviar a carga de trabalho nas embaixadas. |

### Portadores de passaportes não-ordinários
Não existem listas comuns de vistos para titulares de passaportes diplomáticos e oficiais. Os Estados ainda podem manter políticas diferentes em relação a esta classe de passaportes.
| Isenções de visto mantidas exclusivamente para os passaportes diplomáticos e oficiais |
| --- |
| Os titulares de passaportes diplomáticos e oficiais dos países do Anexo II (listados acima) não precisam de visto para estadias curtas de 90 dias, exceto para: - Todos os estados-membros do Espaço Schengen (exceto a Hungria): Geórgia - Bulgária: Austrália, Estados Unidos - Chipre, França, Grécia, Roménia, Espanha: Estados Unidos Além disso, os titulares de passaportes diplomáticos e oficiais dos seguintes países não precisam de visto para: - Áustria: Azerbaijão, Bolívia, Cabo Verde, Equador, Egito, Indonésia, Costa do Marfim, Jamaica, Maldivas, Marrocos, Paquistão, Filipinas, África do Sul, Tailândia, Tunísia, Turquia; e apenas passaportes diplomáticos da Arménia, Bielorrússia, Belize, China, Índia, Ordem de Malta - Bélgica, Luxemburgo, Países Baixos: Bolívia, Cabo Verde, Equador, Indonésia, Jamaica, Malawi, Marrocos, África do Sul, Tailândia, Tunísia, Turquia; e apenas passaportes diplomáticos da Arménia, Azerbaijão, Bielorrússia, Chade, Índia, China, Cazaquistão, Paquistão, Senegal - Bulgária: Argélia, Azerbaijão, Cabo Verde, China, Equador, Índia, Indonésia, Irão, Jordânia, Cazaquistão, Mongólia, Marrocos, Coreia do Norte, África do Sul, Tailândia, Tunísia, Turquia, Turquemenistão, Vietname; e apenas passaportes diplomáticos da Arménia, Bielorrússia, Kuwait, Qatar - Croácia: Arménia, Azerbaijão, Bolívia, Cabo Verde, China, Cuba, Equador, Egito, Índia, Indonésia, Irão, Jordânia, Cazaquistão, Mongólia, Marrocos, Omã, Filipinas, Qatar, África do Sul, Tailândia, Tunísia, Turquia, Vietname; e apenas passaportes diplomáticos da Argélia, Bielorrússia, Fiji, Kuwait - Chipre: Arménia, Bahrein, Cabo Verde, China, Cuba, Egito, Índia, Irão, Jordânia, Cazaquistão, Kuwait, Líbano, Mongólia, Marrocos, Omã, Paquistão, Arábia Saudita, Síria, Vietname; e apenas passaportes diplomáticos do Azerbaijão, Bielorrússia (apenas biométricos), Qatar - Chéquia: Bolívia, Cabo Verde, Egito, Indonésia, Jordânia, Laos, Mongólia, Marrocos, Paquistão, Filipinas, África do Sul, Tailândia, Turquia; e apenas passaportes diplomáticos da Arménia, Azerbaijão, Bielorrússia (apenas biométricos), China, Equador, Índia, Cazaquistão, Kuwait, Ordem de Malta, Tunísia, Uzbequistão, Vietname - Dinamarca: Bolívia, Egito, Índia, Indonésia, Marrocos, Paquistão, Filipinas, Tailândia, Turquia; e apenas passaportes diplomáticos da Arménia, China, Cazaquistão, Tunísia - Estónia: Bolívia, Cabo Verde, Marrocos, Filipinas, Tailândia, Turquia; e apenas passaportes diplomáticos da Arménia, Azerbaijão, Bielorrússia (apenas biométricos), Belize, China, Egito, Índia, Jordânia, Cazaquistão, Kuwait, Quirguistão, Mongólia (apenas biométricos), Suriname, Tajiquistão, Tunísia, Turquemenistão, Uzbequistão, Vietname - Finlândia: Bolívia, Cabo Verde, Indonésia, Paquistão, Filipinas, Tailândia, Turquia; e apenas passaportes diplomáticos da Argélia, Arménia, Azerbaijão, Bielorrússia (somente biométrico), China, Índia, Cazaquistão, Marrocos, Tunísia - França: Argélia, Angola, Benim, Bolívia, Cabo Verde, República Dominicana, Equador, Gabão, Indonésia, Marrocos, Omã, Arábia Saudita, África do Sul, Tailândia, Tunísia, Turquia; e apenas passaportes diplomáticos da Arménia, Azerbaijão, Bahrein, Bielorrússia (apenas biométricos), Belize, China, Congo (apenas protegidos), Índia, Jordânia, Cazaquistão, Kuwait, Quirguistão, Mongólia, Namíbia, Qatar, Senegal, Vietname - Alemanha: Bolívia, Cabo Verde, Chade, Equador, Gana, Omã (somente biométrico), Filipinas, Catar (somente biométrico), Tailândia, Turquia; e apenas passaportes diplomáticos da Argélia, Arménia, Azerbaijão, Bielorrússia (somente biométrico), China, Gabão (somente biométrico), Índia, Jamaica, Cazaquistão, Kuwait (somente biométrico), Malawi, Mongólia (somente biométrico), Marrocos, Namíbia, Paquistão, África do Sul, Tunísia - Grécia: Argélia, Bahrein, Bolívia, Cabo Verde, Egito, Indonésia, Kuwait, Mongólia, Marrocos, Omã, Filipinas, Qatar, África do Sul, Tunísia, Turquia, Zimbabué; e apenas passaportes diplomáticos da Arménia, Azerbaijão, Bielorrússia (apenas biométricos), China, Índia, Irão, Jordânia, Cazaquistão, Quirguistão, Tailândia, Uzbequistão, Vietname - Hungria: Angola, Arménia, Azerbaijão, Bahrein, Bielorrússia (apenas biométrico), Belize, Cambodja, Cabo Verde, China, Cuba, Equador, Gana, Índia, Indonésia, Jordânia, Cazaquistão, Kuwait, Quirguistão, Laos, Mongólia, Marrocos, Omã, Filipinas, África do Sul, Tajiquistão, Tailândia, Tunísia, Turquia, Turquemenistão, Vietname; e apenas passaportes diplomáticos da Argélia, Egito, Essuatíni, Irão, Líbano, Qatar, Uzbequistão - Islândia: Índia, Paquistão, África do Sul, Turquia; e apenas passaportes diplomáticos da China - Itália: Argélia, Angola, Azerbaijão, Benim, Bolívia, Botswana, Burkina Faso, Camarões, Cabo Verde, República Dominicana, Equador, Egito, Eswatini, Gâmbia, Guiana, Indonésia, Lesoto, Líbia, Mauritânia, Marrocos, Níger, Omã, Ordem de Malta, Filipinas, Qatar, África do Sul, Tailândia, Togo, Tunísia, Turquia, Uganda; e apenas passaportes diplomáticos da Arménia, Bahrein, Bielorrússia (apenas biométricos), China, Índia, Jordânia, Cazaquistão, Kuwait, Quirguistão, Mongólia, Moçambique, Senegal, Tajiquistão, Uzbequistão, Vietname - Letónia: Arménia, Azerbaijão, Cabo Verde, Kuwait, Mongólia, Turquia; e apenas passaportes diplomáticos da Bielorrússia (somente biométrico), China, Índia, Cazaquistão, Uzbequistão - Lituânia: Azerbaijão, Cabo Verde, China, Indonésia, Mongólia, Omã, Filipinas, África do Sul, Turquia; e apenas passaportes diplomáticos da Arménia, Bielorrússia (apenas biométricos), Egito, Índia, Jordânia, Cazaquistão, Quirguistão, Marrocos, Vietname - Malta: Argélia, Cabo Verde, China, Egito, Gana, Irão, Kuwait, Líbia, Mongólia, Marrocos, Omã, Ordem de Malta, Paquistão, Arábia Saudita, África do Sul, Tunísia, Turquia; e apenas passaportes diplomáticos da Arménia, Azerbaijão, Bielorrússia (apenas biométricos), Belize, Camboja, Cuba, Equador, Eswatini, Gâmbia, Guiana, Índia, Indonésia, Jamaica, Jordânia, Cazaquistão, Quénia, Quirguistão, Líbano, Lesoto, Maldivas, Mauritânia, Namíbia, Nepal, Nigéria, Palestina, Filipinas, Qatar, Serra Leoa, Sri Lanka, Tailândia, Turquemenistão, Uganda, Uzbequistão, Vietname, Zâmbia - Noruega: Bolívia, Indonésia, Marrocos, Paquistão, Filipinas, África do Sul, Tailândia, Turquia; e apenas passaportes diplomáticos da Arménia, Azerbaijão, China, Índia, Jordânia, Cazaquistão, Laos, Tunísia - Polónia: Argélia, Cabo Verde, China, Equador, Indonésia, Laos, Mongólia, Marrocos, Ordem de Malta, Filipinas, África do Sul, Tailândia, Tunísia, Turquia; e apenas passaportes diplomáticos de Angola, Arménia, Azerbaijão, Bielorrússia (apenas biométricos), Egito, Índia, Irão, Cazaquistão, Kuwait, Quirguistão, Qatar, Uzbequistão, Vietname - Portugal: Argélia, Angola, Azerbaijão, Bolívia, Cabo Verde, Equador, Egito, Guiné Equatorial, Guiné-Bissau, Indonésia, Irão, Kuwait, Marrocos, Moçambique, Omã, São Tomé e Príncipe, África do Sul, Tunísia, Turquia; e apenas passaportes diplomáticos da Arménia, Bielorrússia (apenas biométricos), China, Congo, Índia, Cazaquistão, Qatar, Senegal - Roménia: Arménia, Azerbaijão, Bielorrússia (apenas biométrico), Bolívia, Cambodja, Cabo Verde, República Centro-Africana, China, Congo, Cuba, Equador, Egito, Gana, Guiné, Indonésia, Irão, Kuwait, Quirguistão, Mauritânia, Mongólia, Marrocos, Omã, Paquistão, Filipinas, Qatar, São Tomé e Príncipe, Senegal, Serra Leoa, África do Sul, Tajiquistão, Tanzânia, Tailândia, Tunísia, Turquia, Turquemenistão, Vietname, Zâmbia; e apenas passaportes diplomáticos da Índia, Jordânia, Cazaquistão, Uzbequistão - Eslováquia: Argélia, Azerbaijão, Bielorrússia (somente biométrico), Bolívia, Camboja, Cabo Verde, China, Egito, Indonésia, Jordânia, Cazaquistão, Laos, Mongólia, Marrocos, Paquistão, Filipinas, África do Sul, Tailândia, Tunísia, Turquia, Turquemenistão, Uzbequistão; e apenas passaportes diplomáticos da Arménia, Cuba, Quirguistão, Vietname - Eslovénia: Azerbaijão, Bolívia, Cabo Verde, China, Cuba, Egito, Indonésia, Líbia, Mongólia, Marrocos, Ordem de Malta, Filipinas, Tailândia, Tunísia, Turquia, Vietname; e apenas passaportes diplomáticos da Arménia, Bielorrússia (apenas biométricos), Equador, Índia, Jamaica, Cazaquistão, Maldivas - Espanha: Argélia, Bolívia, Cabo Verde, Equador, Egito, Marrocos, Ordem de Malta, Filipinas, Tunísia, Turquia; e apenas passaportes diplomáticos de Angola, Arménia, Azerbaijão, Bielorrússia (somente biométrico), China, República Dominicana, Guiana, Índia, Jordânia, Cazaquistão, Kuwait, Mauritânia, Catar, Senegal, África do Sul, Tailândia, Vietname - Suécia: Bolívia, Cabo Verde, Filipinas, Tailândia, Turquia; e apenas passaportes diplomáticos da Arménia, Azerbaijão, Bielorrússia (somente biométrico), China, Índia, Marrocos, Tunísia - Suíça, Liechtenstein: Argélia, Angola, Azerbaijão (apenas biométrico), Benim, Butão, Bolívia, Botswana, Camarões, Cuba, República Dominicana, Equador, Guiana, Indonésia, Costa do Marfim, Jamaica, Cazaquistão, Kuwait, Laos, Mongólia, Marrocos, Namíbia, Omã, Filipinas, Qatar, África do Sul, Tailândia, Turquia; e apenas passaportes diplomáticos da Arménia, China, Índia, Irão, Quirguistão, Líbano, Tunísia, Vietname |

Os titulares de um laissez-passer das Nações Unidas, independentemente da nacionalidade, não necessitam de um visto válido por até 90 dias no Espaço Schengen e no Chipre.

### Trânsito aeroportuário
Em geral, um passageiro que transite por um único aeroporto no Espaço Schengen e Chipre permanecendo na área de trânsito internacional por menos de um dia (24 horas), não precisará de visto (privilégio de trânsito, transit privilege). Isto só se aplica se a transferência de voo for possível sem sair da área de trânsito internacional, o que depende do voo de ligação (connecting flight) e do desenho (layout) do aeroporto.
No entanto, a 5 de abril de 2010, a União Europeia introduziu requisitos comuns de visto para o trânsito aeroportuário. Os nacionais dos 12 países seguintes são obrigados a possuir um Visto de Escala Aeroportuária (VEA) (em inglês: Airport Transit Visa, ATV) ao transitar por qualquer aeroporto no Espaço Schengen ou Chipre, mesmo que permaneçam no lado aéreo (airside) do aeroporto:
| - Afeganistão - Bangladesh - República Democrática do Congo (R.D. Congo) | - Eritreia - Etiópia - Gana | - Irão - Iraque - Nigéria | - Paquistão - Somália - Sri Lanka (Ceilão) |

No entanto, os nacionais dos países acima mencionados estão isentos de vistos de trânsito aeroportuário se possuírem um visto ou autorização de residência para um país do mercado único da UE, Canadá, Japão, Estados Unidos ou a parte caribenha do Reino dos Países Baixos, uma autorização de residência para Andorra, Mónaco, São Marino ou o Reino Unido, um passaporte diplomático, forem familiares de um nacional do mercado único da UE ou forem membros da tripulação de voo.
Para além disso, os estados-membros do Espaço Schengen individualmente podem impor requisitos de Visto de Escala Aeroportuária (VEA) para os cidadãos de outros países terceiros em casos urgentes de influxo em massa de imigrantes ilegais. Por exemplo, os cidadãos da Síria precisam de Vistos de Escala Aeroportuária (VEA) para muitos, mas não para todos os estados-membros do Espaço Schengen.
| Nacionalidades adicionais (com passaportes ordinários) obrigadas a obter um Visto de Escala Aeroportuária (VEA) em alguns países de Schengen |
| --- |
| - Áustria: Síria - Bélgica: República Dominicana, Guiné, Guiné-Bissau, Haiti, Nepal, Palestina, Sudão do Sul, Sudão, Síria, Turquia, Iémen - Chipre: Turquia - Chéquia: Argélia, Arménia, Chade, Cuba, Egito, Índia, Líbano, Líbia, Mali, Mauritânia, Níger, Palestina, Rússia, Sudão do Sul, Sudão, Síria, Turquia, Iémen - Dinamarca: Síria - França: Angola, Bolívia, Camarões, República Centro-Africana, Chade, Congo, Cuba, República Dominicana, Guiné, Haiti, Índia, Costa do Marfim, Mali, Mauritânia, Nepal, Palestina (apenas com documentos de viagem para refugiados), Filipinas, Rússia (apenas se vier da Arménia, Azerbaijão, Bielorrússia, Egito, Geórgia, Moldávia, Turquia ou Ucrânia), Senegal, Serra Leoa, Sudão do Sul, Sudão, Síria, Togo, Turquia, Uzbequistão - Alemanha: Cuba, Índia, Jordânia (exceto se viajar para ou da Austrália, Israel ou Nova Zelândia, com visto válido para esse país), Líbano, Mali, Sudão do Sul, Sudão, Síria, Turquia - Grécia: Camarões, Congo, Sudão, Síria - Itália: Senegal, Síria, Tajiquistão, Uzbequistão - Países Baixos: República Centro-Africana, Chade, Cuba, Guiné, Guiné-Bissau, Mauritânia, Nepal, Senegal, Serra Leoa, Sudão do Sul, Sudão, Síria, Turquia, Iémen - Noruega: Síria, Turquia - Polónia: Arménia, Cuba, Egito - Portugal: Guiné, Senegal, Uzbequistão - Roménia: Egito, Índia, Líbano, Marrocos, Nepal, Palestina, Síria, Tajiquistão, Tunísia, Uzbequistão, Iémen - Espanha: Burkina Faso, Camarões, República Centro-Africana, Chade, Congo, Cuba, Djibuti, Egito, Gâmbia, Guiné, Guiné-Bissau, Haiti (apenas com passaportes emitidos a partir de 1 de setembro de 2021), Índia, Costa do Marfim, Quénia, Libéria, Mali, Mauritânia, Nepal, Palestina, Senegal, Serra Leoa, Sudão, Síria, Tajiquistão, Togo, Turquia, Uzbequistão, Iêmen - Suíça: Cuba, Síria, Turquia - Bulgária, Croácia, Estónia, Finlândia, Hungria, Islândia, Letónia, Lituânia, Luxemburgo, Malta, Eslováquia, Eslovénia, Suécia: sem nacionalidades adicionais além da lista comum - Liechtenstein: sem aeroportos |

## Vistos

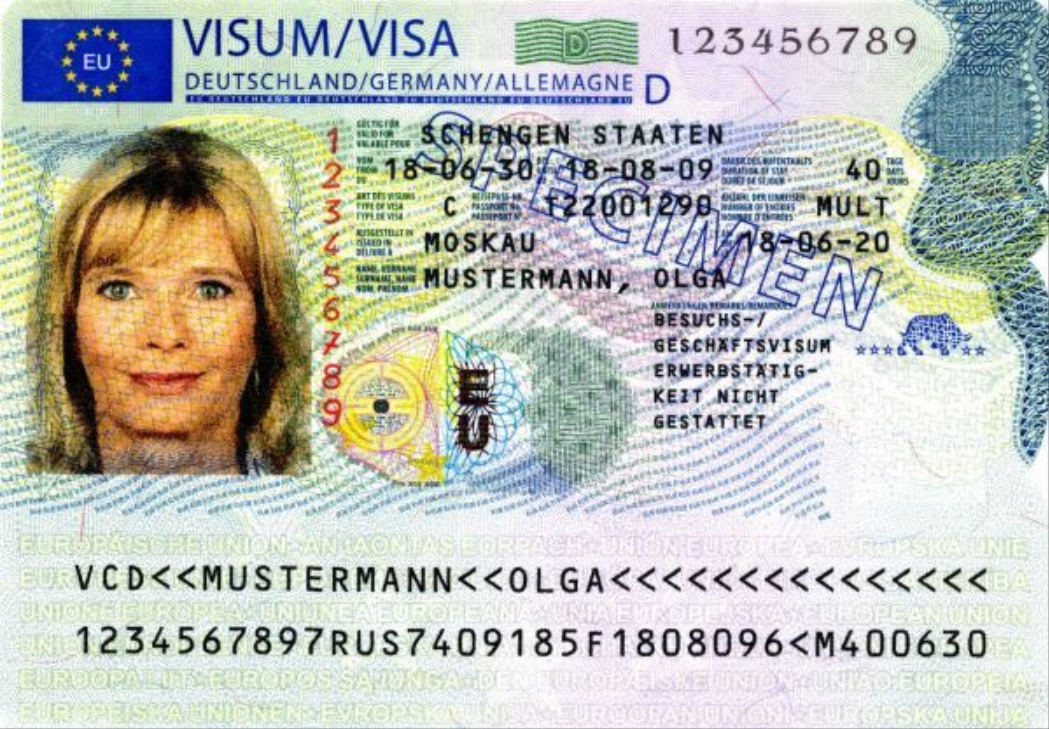
Visto Schengen Uniforme emitido pela Alemanha.

Os vistos Schengen podem ser emitidos por qualquer estado-membro do Espaço Schengen. Os viajantes devem dirigir-se à embaixada ou consulado do país que pretendem visitar. Nos casos dos viajantes que visitam vários países no Espaço Schengen, os viajantes devem-se candidatar na embaixada ou consulado do seu destino principal. Se o seu destino principal não puder ser determinado, o viajante deve-se candidatar ao visto na embaixada do estado-membro do Espaço Schengen da primeira entrada. Muitas vezes, prestadores de serviços externos são contratados por certas missões diplomáticas para processar, recolher e retornar as candidaturas dos vistos.
As candidaturas do visto Schengen não podem ser apresentados mais de (6) seis meses antes da data proposta de entrada no Espaço Schengen. As embaixadas de todos os países podem exigir que os candidatos forneçam identificadores biométricos (dez impressões digitais e uma fotografia digital) como parte do processo de candidatura ao visto a ser armazenado no Sistema de Informação sobre Vistos (VIS). Os identificadores biométricos não são recolhidos em crianças menores de 12 anos. Os viajantes que se candidatam a um visto Schengen pela primeira vez devem solicitar pessoalmente e estão sujeitos a uma entrevista pelos funcionários consulares ou de proteção de fronteiras. Se os identificadores biométricos foram fornecidos nos últimos 59 meses, o candidato pode não ser obrigado a fornecer identificadores biométricos novamente. Desde que a candidatura de visto seja admissível e não haja problemas com a candidatura, a decisão deve ser proferida no prazo de 15 dias de calendário a contar da data de apresentação da candidatura.
A taxa padrão de candidatura para o visto Schengen é de 90 EUR. Existe uma taxa reduzida de 45 EUR para crianças dos 6 aos 12 anos e não existe taxa para crianças com menos de 6 anos, para candidatos que pretendam realizar estudos, formação educacional ou investigação científica e para candidatos com menos de 25 anos que representem organizações sem fins lucrativos. Em alguns casos, a taxa de visto pode ser isenta para menores de 18 anos, para titulares de passaportes diplomáticos e de serviço e para requerentes menores de 25 anos que participem em eventos de organizações sem fins lucrativos, podendo ser isenta ou reduzida para "promover interesses culturais ou desportivos, interesses no domínio da política externa, política de desenvolvimento e outras áreas de interesse público vital, ou por razões humanitárias ou devido a obrigações internacionais". Se o país de nacionalidade do candidato for considerado como não cooperando na readmissão de imigrantes irregulares, a taxa de visto é aumentada até 180 EUR, exceto para crianças com menos de 12 anos. Se um pedido de visto for submetido a um prestador de serviços externo, poderá ser exigida uma taxa de serviço adicional até 120 EUR.
Os vistos Schengen são válidos para qualquer país do Espaço Schengen, salvo indicação em contrário. Chipre também aceita vistos Schengen de entradas duplas e múltiplas, para estadias de até 90 dias num período de 180 dias, exceto para os nacionais da Turquia e do Azerbaijão. No entanto, os vistos emitidos pela Bulgária, Chipre ou Roménia não são válidos para viajar para o Espaço Schengen.
A Convenção de Schengen e o Código das Fronteiras Schengen determinam que os estados-membros exijam que os nacionais de países terceiros comuniquem a sua presença a uma Esquadra de Polícia no prazo de (3) três dias úteis após o atravessamento de uma fronteira interna do Espaço Schengen. O modo de cumprimento deste requisito obrigatório varia de acordo com o país e, regra geral, pode ser realizado pelos hotéis.
Desde o afrouxamento global das regras de confinamento pela pandemia da COVID-19 e da recuperação na procura por viagens, as embaixadas e consulados dos estados-membros do Espaço Schengen têm sofrido críticas pelos elevados períodos de tempo de processamento das candidaturas aos vistos e pela indisponibilidade do agendamento das obrigatórias entrevistas consulares para as candidaturas aos vistos do Espaço Schengen. A falta geral de concorrência para os contratos de terceirização do processamento das candidaturas aos vistos, que são dominados por empresas como VFS Global, BLS International e TLScontact, também é responsabilizada pelos elevados períodos de tempo de processamento das candidaturas aos vistos.
Isto, em parte, estimulou a União Europeia a digitalizar ainda mais o processo. A Comissão Europeia está a planear introduzir uma plataforma única de candidatura a visto em linha (online) a nível da UE e do Espaço Schengen, substituindo as plataformas nacionais separadas. A plataforma será construída pela Agência Europeia para a Gestão Operacional de Sistemas Informáticos de Grande Escala no Espaço de Liberdade, Segurança e Justiça (eu-LISA) e está previsto que seja introduzida em 2026. Um período de transição para todos os estados-membros migrarem para a plataforma única está previsto durar até 2031. O Parlamento Europeu deliberou a 18 de outubro de 2023 a introdução obrigatória do sistema de candidatura digital para todos os vistos que deverão estar assinados criptograficamente pelo candidato. Em quase todos os casos, as candidaturas a todos os vistos Schengen serão feitas através de um único sítio eletrónico (website) centralizado na Comissão Europeia. Após a adoção pelo Conselho, a legislação final foi assinada a 22 de novembro de 2023. O Regulamento (UE) 2023/2667 foi publicado no Jornal Oficial da UE a 7 de dezembro de 2023. Nos termos do artigo 7.º deste Regulamento, a Comissão adotará uma decisão que fixará a data em que a Plataforma de Pedidos de Visto da UE (Visa Application Platform, EU VAP) entrará em funcionamento.

### Número de entradas e período de validade
Os vistos Schengen podem ser emitidos para uma, duas ou múltiplas entradas, com um período de validade até (5) cinco anos. De acordo com as regras padrão, os novos candidatos recebem vistos válidos apenas para as viagens pretendidas e, após utilizarem três vistos em (2) dois anos, qualificam-se para um visto de múltiplas entradas válido por (1) um ano, depois por (2) dois anos e, por fim, por (5) cinco anos. No entanto, os candidatos que justifiquem a necessidade de viagens frequentes podem obter um visto de múltiplas entradas com uma validade mais longa, sem satisfazer os requisitos anteriores.
A Comissão Europeia pode estabelecer regras diferentes e obrigatórias sobre vistos de múltiplas entradas para países terceiros específicos. Por exemplo, os nacionais do Bahrein, Kuwait, Omã, Qatar e Arábia Saudita recebem vistos de múltiplas entradas válidos por (5) cinco anos, mesmo que se candidatem ao mesmo pela primeira vez; os nacionais da Índia que utilizaram dois vistos em (3) três anos qualificam-se para um visto de múltiplas entradas válido por (2) dois anos e, em seguida, por (5) cinco anos; os residentes permanentes dos Estados Unidos que utilizaram um visto em (3) três anos qualificam-se para um visto de entradas múltiplas válido por (1) um ano, depois por (2) dois anos e depois por (5) cinco anos; a validade máxima dos vistos de entradas múltiplas é de (2) dois anos se emitidos na Argélia e no Irão, e de (3) três anos se emitidos no Gana.

### Acordos de facilitação de vistos
A UE celebrou acordos de facilitação de vistos com vários países, que permitem procedimentos facilitados de emissão de vistos para os cidadãos da UE e os nacionais de países parceiros. Os procedimentos facilitados incluem tempos de processamento de vistos mais rápidos, taxas reduzidas ou inexistentes e lista reduzida de documentos comprovativos. Estes acordos têm como contrapartida a celebração e o cumprimento integral de acordos de readmissão (retorno) que permitam a deportação facilitada dos indivíduos nacionais dos países terceiros que residam irregularmente ou ilegalmente na União Europeia ou no Espaço Schengen.
| Acordos de facilitação de vistos | Acordos de facilitação de vistos | Acordos de facilitação de vistos                                                          |
| País                             | Entrada em vigor                 | Anotações                                                                                 |
| -------------------------------- | -------------------------------- | ----------------------------------------------------------------------------------------- |
| Arménia                          | 1 de janeiro de 2014             |                                                                                           |
| Azerbaijão                       | 1 de setembro de 2014            |                                                                                           |
| Bielorrúsia (Belarus)            | 1 de julho de 2020               | Suspenso para funcionários do governo bielorrusso a partir de 12 de novembro de 2021      |
| Cabo Verde                       | 1 de dezembro de 2014            | Alterado a 7 de outubro de 2021                                                           |
| Albânia                          | 1 de janeiro de 2008             | Isenção de visto a partir de 15 de dezembro de 2010                                       |
| Bósnia e Herzegovina             | 1 de janeiro de 2008             | Isenção de visto a partir de 15 de dezembro de 2010                                       |
| Geórgia                          | 1 de março de 2011               | Isenção de visto a partir de 28 de março de 2017                                          |
| Moldávia (Moldova)               | 1 de janeiro de 2008             | Alterado a partir de 1 de julho de 2013, isenção de visto a partir de 28 de abril de 2014 |
| Montenegro                       | 1 de janeiro de 2008             | Isenção de visto a partir de 19 de dezembro de 2009                                       |
| Macedónia do Norte               | 1 de janeiro de 2008             | Isenção de visto a partir de 19 de dezembro de 2009                                       |
| Rússia                           | 1 de junho de 2007               | Totalmente suspenso a partir de 9 de setembro de 2022                                     |
| Sérvia                           | 1 de janeiro de 2008             | Isenção de visto a partir de 19 de dezembro de 2009                                       |
| Ucrânia                          | 1 de julho de 2013               | Isenção de visto a partir de 11 de junho de 2017                                          |

### Vistos de Trabalho e Férias
Muitos estados-membros da UE/Schengen assinaram programas de Vistos de Trabalho e Férias (Working Holiday Visas) bilaterais com países terceiros não pertencentes à UE/Schengen, que permitem aos nacionais desses países terceiros trabalhar e viajar até um (1) ano no estado-membro a que se candidataram. Estes acordos são geralmente recíprocos com esses países terceiros, permitindo que os cidadãos desse estado-membro da UE/Schengen também possam trabalhar e viajar para esse país terceiro de fora da UE/Schengen. Porém, estes vistos são bilaterais e não multilaterais para todos os estados-membros da UE/Schengen, pelo que os nacionais do país terceiro estão obrigados a permanecer somente no estado-membro da UE/Schengen que assinou esse programa para Vistos de Trabalho e Férias bilateral com o seu país terceiros de origem sob pena de ser obrigatoriamente acionada pelas autoridades nacionais de imigração o procedimento comum para o regresso de nacionais de países terceiros em situação irregular da Diretiva de Retorno. Atualmente, todos os estados-membros da UE/Schengen têm algum tipo de programas de Visto de Trabalho e Férias, exceto o Liechtenstein e a Bulgária.
| Vscondede Trabalho e Férias  | Vscondede Trabalho e Férias | Vscondede Trabalho e Férias |
| Estado-membro da UE/Schengen | País terceiro que não é membro da UE/Schengen | Observações |
| ---------------------------- | --- | --- |
| Áustria                      | - Argentina - Austrália - Canadá - Chile - Hong Kong - Israel - Japão - Nova Zelândia - Coreia do Sul - Taiwan - Estados Unidos da América                    | - Até aos 12 meses - Taxa de 150 euros para o Visto D - WHP. - Seguro de saúde, contra acidentes e viagens. - Comprovativo de partida antes da chegada. - Passaporte válido. |
| Bélgica                      | - Austrália - Canadá - Nova Zelândia - Coreia do Sul - Taiwan                                                                                                 | - Ter entre 18 e 30 anos. - Passaporte válido. - Passagem de regresso ou meios de subsistência (fundos) suficientes. - Nunca ter participado no programa. - Comprovativo de ausência de antecedentes criminais. - Comprovativo da ausência de doenças que possam colocar em risco a saúde pública. - Seguro. - Comprovar o propósito da estadia.                  |
| Croácia                      | - Canadá - Chile - Nova Zelândia | - Ter entre 18 e 30 anos. - Ter entre 18 e 35 anos (para canadianos). - Passaporte válido. - Ter meios de subsistência (fundos) suficientes. |
| Chipre                       | - Austrália | - Ter entre 18 e 30 anos. - Passaporte válido. - Ter meios de subsistência (fundos) suficientes. |
| Chéquia                      | - Austrália - Canadá - Chile - Israel - Japão - Nova Zelândia - Peru - Coreia do Sul - Taiwan                                                                 | - Até um ano. - Ter entre 18 e 30 anos. - Passaporte válido. - Ter meios de subsistência (fundos) suficientes. |
| Dinamarca                    | - Argentina - Austrália - Canadá - Chile - Japão - Nova Zelândia - Coreia do Sul                                                                              | - Até um ano. - Ter entre 18 e 30 anos (para Argentina, Chile, Japão e Nova Zelândia). - Ter entre 18 e 35 anos (para a Austrália, Canadá e República da Coreia). - Passaporte válido. - Ter meios de subsistência (fundos) suficientes. |
| Estónia                      | - Austrália - Canadá - Japão - Nova Zelândia - Coreia do Sul                                                                                                  | - Até um ano. - Ter entre 18 e 30 anos (18 a 35 para os canadianos). |
| Finlândia                    | - Austrália - Canadá - Japão - Nova Zelândia - Coreia do Sul                                                                                                  | - Até um ano. - Ter entre 18 e 30 anos (para o Japão e Nova Zelândia). - Ter entre 18 e 35 anos (para a Austrália e Canadá). - Passaporte válido. - Ter meios de subsistência (fundos) suficientes. - Sem proibição de entrada, sem representar um perigo para a saúde, a ordem e a segurança públicas e sem comprometer as relações internacionais da Finlândia. |
| França                       | - Argentina - Austrália - Brasil - Canadá - Chile - Colômbia - Equador - Hong Kong - Japão - México - Nova Zelândia - Peru - Coreia do Sul - Taiwan - Uruguai | - Até um ano. - Ter entre 18 e 30 anos. - Ter entre 18 e 35 anos (para Argentina, Austrália e Canadá). |
| Alemanha                     | - Austrália - Brasil - Chile - Hong Kong - Israel - Japão - Nova Zelândia - Coreia do Sul - Taiwan                                                            | - Até aos 12 meses. - Ter entre 18 e 30 anos. |
| Grécia                       | - Austrália - Canadá | - Até aos 12 meses. - Ter entre 18 e 30 anos (Austrália) ou entre 18 e 35 anos (Canadá). |
| Hungria                      | - Argentina - Austrália - Chile - Hong Kong - Japão - Nova Zelândia - Coreia do Sul - Taiwan                                                                  | - Até aos 12 meses. - Ter entre 18 e 35 anos. |
| Islândia                     | - Andorra - Canadá - Chile - Japão - Reino Unido | - Sem taxas de visto para candidatos do Japão |
| Irlanda                      | - Argentina - Austrália - Canadá - Chile - Hong Kong - Japão - Nova Zelândia - Coreia do Sul - Taiwan - Estados Unidos da América                             | |
| Itália                       | - Austrália - Canadá - Hong Kong - Japão - Nova Zelândia - Coreia do Sul                                                                                      | - Até um ano. - Autorização de Trabalho até 6 meses entre dois empregadores diferentes durante 3 meses. |
| Letónia                      | - Austrália - Canadá - Japão - Nova Zelândia - Coreia do Sul                                                                                                  | |
| Lituânia                     | - Canadá - Japão - Nova Zelândia - Coreia do Sul | |
| Luxemburgo                   | - Austrália - Canadá - Chile - Japão - Nova Zelândia - Coreia do Sul - Taiwan                                                                                 | - Até um ano. - Ter entre 18 e 30 anos (para a Austrália, Japão e Nova Zelândia). - Ter entre 18 e 35 anos (para o Canadá, Chile, República da Coreia e Taiwan). - Passaporte válido. - Ter meios de subsistência (fundos) suficientes. |
| Malta                        | - Austrália - Japão - Nova Zelândia - Coreia do Sul | |
| Países Baixos                | - Argentina - Austrália - Canadá - Hong Kong - Japão - Nova Zelândia - Coreia do Sul - Taiwan - Uruguai                                                       | - Até um ano. - Ter entre 18 e 30 anos. |
| Noruega                      | - Andorra - Argentina - Austrália - Canadá - Japão - Nova Zelândia                                                                                            | - Até um ano. - Ter entre 18 e 30 anos ou até 35 anos se for canadiano. |
| Polónia                      | - Austrália - Chile - Japão - Nova Zelândia - Coreia do Sul                                                                                                   | - Até um ano. - Ter entre 18 e 30 anos. |
| Portugal                     | - Argentina - Austrália - Canadá - Chile - Japão - Nova Zelândia - Peru - Coreia do Sul - Estados Unidos da América - Uruguai                                 | - Até aos 12 meses. |
| Roménia                      | - Coreia do Sul | |
| Eslováquia                   | - Austrália - Canadá - Japão - Nova Zelândia - Coreia do Sul - Taiwan                                                                                         | |
| Eslovénia                    | - Austrália - Canadá - Nova Zelândia - Coreia do Sul | |
| Espanha                      | - Austrália - Canadá - Japão - Nova Zelândia - Coreia do Sul                                                                                                  | |
| Suécia                       | - Austrália - Canadá - Hong Kong - Japão - Nova Zelândia - Coreia do Sul                                                                                      | - Até um ano. - Ter entre 18 e 30 anos. |
| Suíça                        | - Canadá | |

### Na fronteira
Em casos excecionais, podem ser emitidos vistos Schengen de entrada única com validade de até 15 dias à chegada à fronteira. Estes vistos estão reservados a pessoas singulares que comprovem a impossibilidade de requerer o visto antecipadamente por limitações de tempo decorrentes de razões "imprevisíveis" e "imperativas" desde que cumpram os critérios regulares para a emissão de um visto Schengen. Contudo, se o candidato ao visto Schengen na fronteira se enquadrar numa categoria de pessoas para as quais é necessário consultar uma ou mais autoridades centrais de outros estados-membros do Espaço Schengen, só poderá ser emitido um visto na fronteira em casos excecionais por motivos humanitários, por motivos de interesse nacional ou por obrigações internacionais (como a morte ou doença súbita grave de um parente próximo ou de outra pessoa próxima). As pessoas que tentam viajar desta forma para o Espaço Schengen podem ter o seu embarque negado pela companhia aérea por causa da responsabilização das companhias aéreas, que penaliza as companhias aéreas se transportarem passageiros que não possuem a documentação correta.

### Vistos de validade territorial limitada
Em casos excecionais, os estados de Schengen podem emitir vistos de Validade Territorial Limitada (VTL) (em inglês: visas with Limited Territorial Validity, LTV), designando especificamente o(s) estado(s) para o qual é válido ou, inversamente, o(s) estado(s) para o qual não é válido. De acordo com o Código de Vistos Schengen, os estados-membros podem emitir vistos de Validade Territorial Limitada (VTL) quando um consulado considerar justificável superar a regra dos 3 meses em 6 meses, quando um estado-membro considerar necessário devido a circunstâncias prementes derrogar as condições de entrada estabelecidas pelo Código das Fronteiras Schengen, para superar objeções de outros estados-membros, ou em casos de urgência.

### Documentos de viagem não reconhecidos
Os vistos Schengen são emitidos apenas em documentos de viagem dos estados-membros da ONU, Kosovo, Palestina, Taiwan, Vaticano, Ordem de Malta e certas organizações internacionais (Conselho da Europa, UE, OTAN, Cruz Vermelha, ONU). A Bélgica e a França também aceitam o passaporte da Somalilândia. Os passaportes da Abecásia, Chipre do Norte, Ossétia do Sul, Transnístria e Saara Ocidental não são aceites.

## Alterações propostas

### Isenções de visto
- Arménia – Em 2023, as autoridades da UE e da Arménia discutiram planos para a liberalização dos vistos na sequência do seu Acordo de Parceria Abrangente e Reforçado.[156] A Comissão Europeia lançou oficialmente um diálogo sobre a liberalização de vistos com a Arménia em julho de 2024.[157] Em 2025, a UE anunciou que o plano de ação para a liberalização dos vistos com a Arménia deverá estar finalizado até junho deste ano.[158]
- Bahrain,  Kuwait,  Omã,  Catar, e  Arábia Saudita – Em 2022, o Conselho da UE propôs uma isenção de visto para os nacionais de todos os países do Conselho de Cooperação do Golfo que ainda não estavam isentos.[159]
- Belize – Em 2024, as autoridades da UE e do Belize continuaram a reunir-se para discutir a isenção do visto Schengen.[160]
- Equador – Em 2022, o Parlamento Europeu propôs uma isenção de visto para os nacionais do Equador.[161]
- Fiji – Em 2023, responsáveis da UE e das Fiji reuniram-se para discutir possíveis viagens sem visto para os nacionais das Fiji para o Espaço Schengen.[162]
- Guiana – Em julho de 2023, o presidente da Guiana, Irfaan Ali, afirmou que pelo menos cinco estados-membros da UE concordaram em patrocinar com uma proposta de isenção de visto para os cidadãos da Guiana.[163]
- Indonésia – Em 2020, a Ministra da Justiça e dos Direitos Humanos da Indonésia, Yasonna Laoly, reuniu-se com embaixadores de 20 estados-membros da UE para discutir um regime recíproco de isenção de vistos.[164]
- Casaquistão – Em outubro de 2024, funcionários da UE e do Cazaquistão manifestaram a sua disponibilidade para iniciar negociações para um acordo de facilitação de vistos.[165]
- Maldivas – Em dezembro de 2022, o Ministro dos Negócios Estrangeiros das Maldivas, Abdulla Shahid, discutiu com diplomatas da UE a possibilidade de garantir uma isenção de visto para os cidadãos das Maldivas que pretendam entrar no Espaço Schengen.[166]
- Nauru – Em 2014, a UE aprovou uma isenção de visto para nacionais de vários países, incluindo o Nauru, condicionada a um acordo recíproco a ser assinado com cada país.[167] Todos estes países, exceto o Nauru, concluíram estes acordos até 2016.[168]
- Rússia – Em 2014, a UE suspendeu as negociações para viagens sem visto com a Rússia como resultado da Guerra no Donbass.[169] Em 2019, as autoridades alemãs sugeriram um regime de isenção de vistos para os jovens russos.[170] Em 2022, a UE suspendeu totalmente o seu acordo de facilitação de vistos com a Rússia como resultado da Invasão Russa da Ucrânia.[171]
- Tailândia – Em 2024, a primeira-ministra tailandesa, Srettha Thavisin, reuniu-se com o presidente francês, Emmanuel Macron, e obteve o seu apoio para um acordo de isenção de vistos com a UE.[172]
- Turquia – Em 2023, responsáveis da UE e da Turquia reuniram-se para discutir os progressos nas condições para a liberalização dos vistos.[173]

### Sistema de Entrada/Saída
Em 2017, a UE adotou um regulamento para estabelecer um Sistema de Entrada/Saída (EES) para registar eletronicamente a entrada e a saída de nacionais de países terceiros de e para a União Europeia ou o Espaço Schengen numa base de dados central, substituindo a carimbagem manual dos passaportes. Os objetivos são aumentar a automação do controlo das fronteiras e identificar e processar todos os viajantes que ultrapassaram o período de permanência legal de, regra geral, até 90 dias em qualquer período de 180 dias.
A União Europeia também planeia estabelecer um Programa de Viajantes Registados (Registered Traveller Programme, RTP) que permita um acesso mais rápido aos viajantes pré-selecionados e pré-aprovados. O programa será semelhante a outros já existentes no mundo, tal como o programa Global Entry dos Estados Unidos.

### Sistema Europeu de Informação e Autorização de Viagem (ETIAS)
O Sistema Europeu de Informação e Autorização de Viagem (ETIAS) é um sistema de autorização eletrónica de viagem para os visitantes isentos de visto (Anexo II) que viajam para o Espaço Schengen ou para outros estados-membros da UE, exceto a Irlanda, que permanece na Zona Comum de Viagens com o Reino Unido e outras Ilhas Britânicas. A Irlanda, embora seja membro da UE, ainda participa na Zona Comum de Viagens e não participará inicialmente no ETIAS, mas poderá participar no futuro.
A implementação do ETIAS foi adiada por várias vezes. Um período de carência de (6) seis meses está previsto para permitir que os viajantes elegíveis se familiarizem com o novo sistema. Os visitantes potenciais precisarão de preencher um formulário de candidatura em linha (online) e uma taxa de 7 € deve ser paga por todos aqueles com idade entre os 18 e os 70 anos. Espera-se que o ETIAS processe a grande maioria das candidaturas automaticamente, pesquisando em bases de dados eletrónicas e, em seguida, forneça uma resposta imediata, mas, em alguns casos limitados, pode levar até 30 dias.

### Plataforma Única em Linha de Candidatura a Visto
A Comissão Europeia está a planear introduzir uma Plataforma Única em Linha (Online) de Candidatura a Visto a nível da UE, substituindo as plataformas nacionais separadas. A plataforma será construída pela Agência Europeia para a Gestão Operacional de Sistemas Informáticos de Grande Escala no Espaço de Liberdade, Segurança e Justiça (eu-LISA), com base num sistema que foi testado com sucesso em algumas embaixadas entre 2020 e 2022. Um período de transição para todos os estados-membros migrarem para a plataforma única está agendado durar até 7 anos após o início da plataforma.
A proposta foi aprovada pela Comissão das Liberdades Cívicas, da Justiça e dos Assuntos Internos (LIBE) do Parlamento Europeu em fevereiro de 2023 por uma margem de 34-5. O regulamento formal foi adotado e publicado no Jornal Oficial da União Europeia a 7 de dezembro de 2023. A Plataforma Única de Candidatura a Visto foi criada pelo Regulamento (UE) 2023/2667 do Parlamento Europeu e do Conselho, de 22 de novembro de 2023.

## Reciprocidade

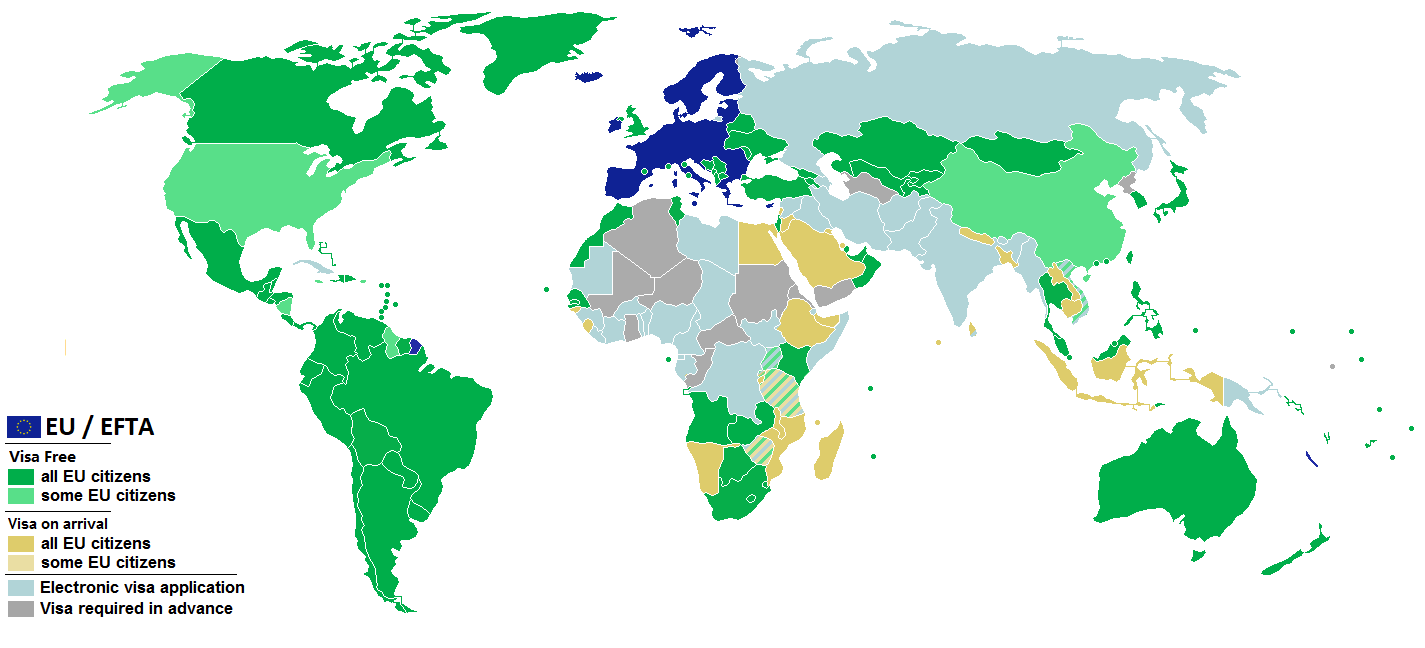
Requisitos de visto para cidadãos da União Europeia
Mercado Único Europeu (liberdade de circulação)
Acesso sem visto para todos os cidadãos da UE
Acesso sem visto para alguns cidadãos da UE
Visto à chegada para todos os cidadãos da UE
Visto à chegada para alguns cidadãos da UE
Candidatura a visto eletrónico

A UE exige que todos os países e territórios do Anexo II forneçam acesso sem visto por um período de 90 dias ou superior aos cidadãos de todos os estados-membros da União Europeia ou do Espaço Schengen e outros países da UE que implementem as regras comuns de visto (Chipre, mas não para a Irlanda porque é membro da Zona Comum de Viagens). Caso se verifique que um país do Anexo II não oferece a total reciprocidade, a UE suspende a isenção de visto para determinadas categorias e, posteriormente, para todos os nacionais desse país.
Desde a adoção desta política, a reciprocidade total foi alcançada com todos os países do Anexo II, exceto os Estados Unidos, que, a partir de 2025, exigem vistos aos cidadãos da Bulgária, Chipre e Roménia. Em novembro de 2014, o Governo búlgaro anunciou que não ratificaria a Parceria Transatlântica de Comércio e Investimento a menos que os Estados Unidos suspendessem os requisitos de visto para os seus cidadãos. Uma vez que os Estados Unidos não levantaram os requisitos, em 3 de março de 2017 o Parlamento Europeu aprovou uma resolução não vinculativa pedindo à Comissão Europeia que revogue a isenção de visto para os cidadãos norte-americanos no Espaço Schengen.
Alguns países e territórios do Anexo II também impõem restrições menores aos cidadãos de alguns ou todos os estados da UE/Schengen que não são considerados uma violação da reciprocidade pela UE. Austrália, Canadá, Nova Zelândia, Coreia do Sul e Estados Unidos exigem uma autorização eletrónica de viagem antes de viajar por via aérea ou marítima, semelhante ao Sistema Europeu de Informação e Autorização de Viagem (ETIAS) da própria UE. O Canadá também exige visto para os cidadãos da Roménia com passaportes não-eletrónicos. El Salvador exige que os cidadãos da Bulgária e da Croácia comprem cartões de turista na chegada. Israel exige um visto aos cidadãos da Alemanha nascidos antes de 1928, que é emitido gratuitamente se eles não tiverem estado envolvidos com o Partido Nazi. Monserrate exige um visto eletrónico aos cidadãos da Croácia. Os Estados Unidos limitam a validade da sua autorização electrónica de viagem ESTA para os nacionais da Hungria a um ano e a uma única utilização, e exigem um visto para todos aqueles com nacionalidade da Hungria nascidos fora da Hungria.
A Austrália impõe ainda alguns requisitos de visto mais pequenos para cinco nacionalidades no âmbito do seu programa eVisitor. No segundo trimestre de 2024, as taxas de aprovação de pedidos turísticos foram muito baixas para os cidadãos da Roménia (62,6%), Croácia (71,5%), Bulgária (78,1%), Lituânia (82,1%) e Letónia (84,8%). Desde 2022, as taxas de aprovação para estes países têm variado entre os 62% e os 89%, enquanto em todos os outros estados Schengen a taxa de aprovação nunca desceu abaixo dos 95%.

## Estadias excedentes aos 90 dias
Regra geral, os nacionais de países terceiros que permaneçam mais de 90 dias no Espaço Schengen como um todo ou no Chipre necessitam de um visto de longa duração por períodos de até um ano, ou de um cartão azul UE ou uma permissão (autorização) de residência UE por períodos mais longos.
Embora os vistos de longa duração emitidos pelos estados-membros do Espaço Schengen tenham um desenho uniforme, os procedimentos e as condições para a sua emissão são geralmente determinados por cada estado-membro. Por exemplo, alguns estados-membros do Espaço Schengen exigem que as candidaturas dos vistos de longa duração sejam feitos no país de origem do requerente, enquanto outros estados-membros do Espaço Schengen permitem-nas após a chegada. Alguns procedimentos também podem variar dependendo do país do candidato. Em algumas situações, como para estudo, os procedimentos e condições para vistos de longa duração foram harmonizados entre todos os estados emissores. Cada estado também é livre para estabelecer as suas próprias condições para permissões (autorizações) de residência UE.
O Cartão Azul UE oferece um procedimento para que nacionais de países terceiros, que sejam altamente qualificados, trabalhem e vivam nos países da União Europeia (excetuando a Dinamarca e a Irlanda), através de uma permissão (autorização) de trabalho que é válida por até três anos, mas que pode ser renovada posteriormente. O estatuto do Cartão Azul UE também traz outros direitos, como regras favoráveis de reagrupamento familiar.
Os nacionais de países terceiros que são residentes de longa duração UE de um estado-membro da UE ou do Espaço Schengen (exceto a Irlanda e a Dinamarca) podem também adquirir o direito de se mudar e estabelecer-se noutro desses estados-membros sem perder o seu estatuto (status) legal e benefícios sociais. As regras do Visto Van Der Elst permite que nacionais de países terceiros empregados no Mercado Interno da UE trabalhem temporariamente noutro estado-membro do Mercado Interno da UE para o mesmo empregador sob certas condições.

### Isenção de visto bilateral
Alguns nacionais de países terceiros podem permanecer no Espaço Schengen por mais de 90 dias sem a necessidade de solicitar um visto de longa duração. Por exemplo, a França não exige que os cidadãos dos microestados europeus solicitem um visto de longa duração.
Nacionais de alguns países do "Anexo II" (tais como Austrália, Canadá, Malásia, Nova Zelândia, Singapura e Estados Unidos) que assinaram acordos de isenção de visto com estados-membros do Espaço Schengen individualmente antes da implementação do Acordo de Schengen podem permanecer por um período adicional de tempo, acima e além do limite máximo típico de permanência de 90 dias dentro de 180 dias imposto aos cidadãos do "Anexo II" isentos de visto. Nesses casos, o período de permanência adicional depende do acordo de isenção de visto específico e só se aplica se o nacional do "Anexo II" tiver esgotado o limite máximo de permanência previsto no Espaço Schengen.
| Acordos legados de isenção de visto para cidadãos do Anexo II |
| --- |
| Os nacionais da Austrália e da Nova Zelândia desfrutam de uma política de vistos mais liberal, tendo ambos os governos assinado acordos bilaterais de vistos com os países de Schengen individualmente. Os nacionais australianos podem passar até 90 dias em cada vez na Áustria, Bélgica, Dinamarca, Finlândia, França, Alemanha, Islândia, Itália, Luxemburgo, Países Baixos, Noruega e Suécia sem ter em referência o tempo gasto noutros estados signatários de Schengen. Os nacionais neozelandeses podem passar até 90 dias em cada vez na Áustria, Bélgica, Chéquia, Dinamarca, Finlândia, França, Alemanha, Grécia, Islândia, Itália, Luxemburgo, Países Baixos, Noruega, Portugal, Espanha, Suécia e Suíça (assim como na Hungria se a visitar como destino final de Schengen) sem ter em referência o tempo gasto noutros estados signatários de Schengen, mas se viajarem para outros países de Schengen, aplica-se o prazo de 90 dias em qualquer período de 180 dias. Para além disso, os titulares dos passaportes mencionados a seguir também beneficiam de estadias prolongadas com isenção de visto em determinados países, para além da regra geral da isenção de visto Schengen de estadias curtas por 90 dias dentro de qualquer período de 180 dias: Argentina, Chile, Costa Rica, Israel, Malásia, Coreia do Sul e Uruguai podem passar mais 3 meses por cada período de 6 meses de isenção de visto na Chéquia, independentemente do tempo passado noutros países de Schengen, independentemente do tempo gasto noutros estados de Schengen. Separadamente, os nacionais de Singapura podem passar mais 30 dias sem visto na Chéquia. Além disso, o antigo método de cálculo da duração da isenção de visto (ou seja, 3 meses em 6 meses em vez dos 90 dias em qualquer período de 180 dias) ainda se aplica aos cidadãos da Guatemala, Honduras, México, Panamá e Paraguai na Chéquia. Os nacionais de Canadá, Chile, Israel, Japão, Malásia, Singapura, Coreia do Sul e Estados Unidos podem passar um período extra de 3 meses livres de visto na Dinamarca. Os nacionais de Argentina, Costa Rica, Israel, Japão, Panamá, Coreia do Sul, Estados Unidos e Uruguai podem passar um período extra de 90 dias livres de visto na Letónia. Os nacionais de Argentina, Austrália, Brasil, Brunei, Canadá, Chile, Costa Rica, El Salvador, Guatemala, Honduras, Israel, Japão, Malásia, México, Nicarágua, Panamá, Paraguai, Singapura, Coreia do Sul, Estados Unidos, Uruguai e Venezuela podem passar um período extra de 3 meses sem visto na Noruega. Os nacionais da Argentina, Chile, Costa Rica, Honduras, Israel, Japão, Malásia, México, Nicarágua, Panamá, Singapura, Coreia do Sul e Uruguai podem passar um período extra de 3 meses sem visto na Polónia. |

## Meios de subsistência
Além dos requisitos gerais, os estados-membros do Espaço Schengen também estabelecem condições mínimas de entrada para os indivíduos nacionais de países de fora do Mercado Interno da UE denominados "valores de referência exigidos para o atravessamento da fronteira externa fixados pelas autoridades nacionais" em relação aos meios de subsistência durante a sua estadia.
| Requisitos dos meios económicos de subsistência | Requisitos dos meios económicos de subsistência |
| País | Valor de referência mínimo dos recursos económicos |
| --- | --- |
| Bélgica | €45 por dia para estrangeiros hospedados num alojamento individual privado; €95 por dia para estrangeiros hospedados num hotel. |
| Bulgária | €50 por dia num mínimo de €500 por estadia |
| Croácia | €100 por dia; mas 50€ para estrangeiros que possuam carta de fiança certificada, comprovativo de viagem paga ou documento similar |
| Chéquia | Para estadias não superiores a 30 dias: 0,5 vezes o mínimo de subsistência (valor atual – em dezembro de 2020 – CZK 2490) por cada dia de estadia, ou seja, CZK1245 por dia; para estadias superiores a 30 dias – 15 vezes o mínimo de subsistência (valor atual – em dezembro de 2020 – CZK 2490), ou seja, CZK 37350; esta quantia está sujeita a um aumento do dobro do mínimo de subsistência por cada mês completo de estadia prevista no território, ou seja, mais CZK 4980 por cada mês; O nacional de um país terceiro menor de 18 anos deve comprovar metade dos valores acima mencionados; As declarações de patrocínio e as cartas de fiança dos anfitriões (na forma de “Carta de Convite” certificada obrigatoriamente pela Polícia da República Checa – de acordo com o Anexo 33 do Manual de Schengen) também podem constituir prova de meios de subsistência suficientes. |
| Dinamarca | DKK350 por dia |
| Estónia | €130,80 por dia |
| Finlândia | €30 por dia para além dos montantes, ou bilhetes das passagens, necessários para a partida e acomodação durante a estadia. |
| França | €120 por dia se não tiver comprovativo de alojamento; €65 por dia se estiver hospedado num hotel; €32,50 por dia se apresentar comprovativo de alojamento (quando houver reserva de hotel para parte da estadia, o valor exigido é de €65 para o período coberto pela reserva e €120 para o restante da estadia). |
| Alemanha | €45 por dia em dinheiro, cartões de crédito e cheques, ou alternativamente uma carta de convite certificada com garantia de subsistência por um anfitrião cidadão alemão. |
| Grécia | €50 por dia num montante total mínimo de €300 para uma estadia até 5 dias; valores reduzidos em 50% para menores de idade |
| Hungria | HUF 10.000 por entrada ou uma carta de convite certificada, confirmação de alojamento ou qualquer outra prova credível. |
| Islândia | ISK 8.000 por dia + ISK 40.000 por cada entrada |
| Itália | Montante fixo de €269,60 para estadias até 5 dias (€212,81 por pessoa para grupos a partir de 2 pessoas); 6–10 dias: €44,93 por dia (€26,33); 11–20 dias: montante fixo de €51,64 + €36,67 por dia (€25,82 + €22,21); 20+ dias: soma fixa de €206,58 + €27,89 por dia (€118,79 + €17,04). |
| Letónia | €14 por dia ou carta de convite certificada e aprovada pelo Governo constante na base de dados eletrónica das cartas de convite ou no formulário "Convite para a candidatura a um visto (Ielūgums vīzas pieprāšanai)". |
| Liechtenstein | CHF 100 por dia; CHF 30 para estudantes (que possuam um documento comprovativo do estatuto de estudante válido) |
| Lituânia | €40 por dia |
| Luxemburgo | €67 por dia |
| Malta | €48 por dia |
| Países Baixos | €55 por dia |
| Noruega | NOK 500 por dia (indicativo para quem não está hospedado com amigos ou parentes) |
| Polónia | PLN 300 para estadia não superior a 4 dias; PLN 75 por dia por estadia superior a 4 dias |
| Portugal | 40€ por dia + 75€ por entrada |
| Roménia | 50€ por dia num mínimo de 500€ por estadia |
| Eslováquia | 56€ por dia (30€ para alojamento, 4€ para pequeno-almoço, 7,5€ para almoço, 7,5€ para jantar, 7€ para despesas) ou uma carta de convite certificada |
| Eslovénia | €70; 35€ para menores acompanhados pelos pais |
| Espanha | €900 de montante mínimo (para estadias de até 9 dias); €100 por cada dia em excesso aos 9 dias + documento justificativo do alojamento ou carta de convite certificada numa esquadra do Corpo Nacional de Polícia e registada na Base de Dados eletrónica policial das cartas de convite. |
| Suécia | SEK 450 por dia. O comprovativo necessário é uma cópia de três meses do extrato bancário, ou de dois anos de declaração do imposto de renda, se não houver fiador oficial que forneça uma prova disto. |
| Suíça | CHF 100 por dia; CHF 30 para estudantes |
| As autoridades da Áustria e Chipre decidem numa base caso a caso. Os Países Baixos isentam os visitantes da Austrália, Canadá, Japão, Nova Zelândia, Coreia do Sul, Estados Unidos e Vaticano de apresentar comprovativo de fundos suficientes e passagens de ida/volta. A Roménia exige que os visitantes da Moldávia, Montenegro, Macedónia do Norte, Rússia, Sérvia e Ucrânia possuam um seguro médico que cubra o período de estadia. A Roménia também isenta os visitantes da Austrália, Canadá, Coreia do Sul e Estados Unidos de apresentar comprovativo de fundos suficientes e passagens de ida/volta. | |

## Políticas de vistos da Irlanda e dos territórios de além-mar
A Irlanda tem uma política de vistos independente. Concede entrada sem visto a todas as nacionalidades do Anexo II de Schengen, exceto Albânia, Bósnia e Herzegovina, Colômbia, Timor-Leste, Geórgia, Kosovo, Ilhas Marshall, Maurícia, Micronésia, Moldávia, Montenegro, Macedónia do Norte, Palau, Peru, Sérvia e Venezuela. Também concede entrada sem visto para vários países adicionais – Belize, Bolívia, Botsuana, Essuatíni, Fiji, Guiana, Lesoto, Maldivas, Nauru e África do Sul. Os vistos para a Irlanda e para o Espaço Schengen não são válidos um para o outro. A Irlanda faz parte da Área Comum de Viagens e mantém a liberdade de circulação com o Reino Unido, bem como com os países da UE e de Schengen.
O território de além-mar britânico de Acrotíri e Deceleia tem fronteiras abertas com Chipre e segue a política de vistos do Espaço Schengen, mas exige autorizações para estadias superiores a 28 dias num período de 12 meses. Estas regras não foram afetadas pelo Brexit.
A França de além-mar e o Caribe pertencente ao Reino dos Países Baixos, têm políticas de vistos individuais que estão alinhadas maioritariamente com o Espaço Schengen, com algumas exceções e adições.
As Ilhas Féroé e a Gronelândia têm a mesma lista de nacionalidades isentas de visto que o Espaço Schengen, e as chegadas do Espaço Schengen não estão sujeitas a controlos fronteiriços. No entanto, os vistos Schengen não são válidos lá, portanto, as nacionalidades que não estão isentas precisam de vistos separados para estes territórios. Estes regulamentos são devidos a um acordo especial sob a União Nórdica de Passaportes.
Svalbard é uma zona totalmente isenta de visto. Os viajantes de e para Svalbard devem apresentar um passaporte ou cartão de identidade nacional. Os viajantes que precisam de visto para o Espaço Schengen devem ter esse visto se viajarem para Svalbard pela Noruega continental, e este tem de ser um visto de entrada dupla caso também retornem de Svalbard pela Noruega continental.
De acordo com a política de vistos da Irlanda, a política de vistos da França de além-mar, a política de vistos do Reino dos Países Baixos no Caribe, a política de vistos das Ilhas Faroé, a política de vistos da Gronelândia e a política de vistos de Svalbard.

## Políticas de vistos dos estados aplicantes e candidatos

Estados-Membros da UE
Candidatos à UE: Albânia, Bósnia e Herzegovina, Geórgia, Moldávia (Moldova), Montenegro, Macedónia do Norte, Sérvia, Turquia e Ucrânia
Reconhecido pela UE como potencial candidato que se candidatou à adesão: Kosovo (estatuto contestado).

Países aplicantes a aderir à União Europeia são obrigados a adotar a política de vistos da UE o mais tardar três meses antes de aderirem formalmente à União Europeia. Os estados-membros do Espaço Schengen concedem isenção de visto aos cidadãos de todos os países candidatos e aplicantes à UE, exceto a Turquia. Os estados candidatos Albânia, Bósnia e Herzegovina, Moldávia, Montenegro, Macedónia do Norte, e o estado aplicante Kosovo mantêm políticas de vistos semelhantes às do Espaço Schengen, com algumas exceções relevantes em relação a países que foram adicionados ao Anexo II mais recentemente e a nacionalidades adicionais não listadas no Anexo II. Os estados candidatos Geórgia, Sérvia, Turquia e Ucrânia requerem vistos de algumas nacionalidades que sempre estiveram no Anexo II e também mantêm isenções de visto para algumas nacionalidades adicionais que não estão no Anexo II. A Turquia também exige vistos eletrónicos aos cidadãos do estado-membro da UE Chipre.

## Validade para outros países
Os vistos Schengen que são válidos para outras viagens são aceites como vistos substitutos dos vistos nacionais em vários outros países.
| Validade dos vistos Schengen para outros países |
| --- |
| - Albânia – 90 dias; devem ser titulares de um visto C de entradas múltiplas ou visto D utilizado para entrar no Espaço Schengen pelo menos uma vez. - Andorra – deve possuir um visto de múltiplas entradas, verificações (checks) relaxadas. - Antígua e Barbuda – 30 dias; Aplica-se uma taxa de isenção de visto de US$ 100. - Bielorrússia – 5 dias; apenas para cidadãos da Gâmbia, Haiti, Honduras, Índia, Líbano, Namíbia, Samoa e Vietname. - Bósnia e Herzegovina – 30 dias; deve possuir um visto de múltiplas entradas. - Colômbia – 90 dias; apenas para cidadãos do Camboja, China, Índia, Myanmar, Nicarágua, Taiwan, Tailândia e Vietname. O visto Schengen deve ser válido por 180 dias no momento da entrada na Colômbia. - Chipre – 90 dias; deve ser titular de um visto C de dupla ou múltipla entrada válido para o período de permanência. Não aplicável aos nacionais do Azerbaijão e da Turquia. - República Dominicana – 90 dias; - El Salvador – 90 dias; não aplicável a todas as nacionalidades. - Geórgia – 90 dias em qualquer período de 180 dias; - Gibraltar – 21 dias; não aplicável a todas as nacionalidades. - Guatemala – 90 dias; não aplicável a todas as nacionalidades. - Honduras – 90 dias; não aplicável a todas as nacionalidades. - Jamaica – 30 dias; não aplicável a todas as nacionalidades. - México – 180 dias; - Moldávia – 90 dias dentro de qualquer período de 180 dias; aplicável apenas a cidadãos da China, Kuwait e Catar. - Montenegro – 30 dias; - Marrocos – certas nacionalidades podem obter um visto eletrónico marroquino se tiverem um visto Schengen válido. - Nicarágua – 90 dias; não aplicável a todas as nacionalidades. - Macedónia do Norte – 15 dias; deve possuir um visto C válido por pelo menos 5 dias além do período de permanência e deve ser válido para reentrada em qualquer um dos estados-membros do Espaço Schengen. - Omã – certas nacionalidades podem obter um visto eletrónico do Omã se possuir um visto Schengen válido. - Filipinas – 7 dias para nacionais da China; 14 dias para os nacionais da Índia. - Catar – Cidadãos não isentos de visto podem obter uma autorização de viagem eletrónica por 30 dias se tiverem um visto Schengen válido. - São Tomé e Príncipe – 15 dias; - Arábia Saudita – cidadãos da maioria dos estados-membros podem obter um visto à chegada ou um visto saudita eletrónico, desde que possuam um visto Schengen válido ou uma permissão (autorização) de residência para um estado-membro do Espaço Schengen; - Sérvia – 90 dias; - Turquia – certas nacionalidades podem obter um visto turco eletrônico se tiverem um visto Schengen válido. |